# Березовка (Краснощоковський район)
Бере́зовка (рос. Берёзовка) — село у складі Краснощоковського району Алтайського краю, Росія. Адміністративний центр Березовської сільської ради.

## Населення
Населення — 1484 особи (2010; 1698 у 2002).
Національний склад (станом на 2002 рік):
- росіяни — 96 %